# Fakty, ludzie, pieniądze – 5 minut mixtape
Fakty, ludzie, pieniądze – 5 minut mixtape – debiutancki album studyjny polskiej grupy muzycznej HiFi Banda. Wydawnictwo ukazało się 23 listopada 2008 roku nakładem samego zespołu. Nielegal został udostępniony bezpłatnie w internecie w formie digital download, był także dostępny w niewielkim nakładzie na płycie CD. Materiał był promowany teledyskiem do utworu "Od lat dla sportu".
16 kwietnia 2010 roku nakładem wytwórni muzycznej Prosto płyta została wznowiona. Na reedycji znalazło się o jeden utwór mniej w stosunku do pierwszego wydania. Zmianie uległa także poligrafia oraz kolejność utworów. W ramach promocji zostały zrealizowane kolejne teledyski, w tym do utworów: "Mieli być tu", "Puszer" i "Kontroluję majka". W dwa lata po wydaniu wznowienia materiał zadebiutował na 48. miejscu zestawienia OLiS.

## Lista utworów
Opracowano na podstawie materiału źródłowego.
Wydanie pierwsze
1. "Puszer" (realizacja nagrań, prod., miksowanie, mastering: Czarny, gitara: A. Molska, gościnnie: Jędker) – 4:00
2. "U raka" (prod.: Rak, gościnnie: Bośniak, Rak, Tomasina, miksowanie: Staszek "Staszy" Koźlik, mastering: Czarny) – 3:29
3. "Nowy dzień" (realizacja nagrań: Staszek "Staszy" Koźlik, prod.: BDZ, miksowanie: Staszek "Staszy" Koźlik, mastering: Czarny) – 3:18
4. "Mali ludzie" (realizacja nagrań: Staszek "Staszy" Koźlik, prod.: BDZ, miksowanie, mastering: Czarny) – 3:08
5. Diox – "Od lat dla sportu" (realizacja nagrań: Zbylu, instrumenty klawiszowe, miksowanie, mastering: Czarny, prod.: Wajdi, Czarny) – 2:15
6. "Tacy sami" (realizacja nagrań: Staszek "Staszy" Koźlik, prod., mastering: Czarny, miksowanie: Staszek "Staszy" Koźlik) – 3:25
7. "Litery" (realizacja nagrań: Staszek "Staszy" Koźlik, prod. DJ Kebs, gościnnie: Emazet, Procent, miksowanie: Staszek "Staszy" Koźlik, mastering: Czarny) – 4:03
8. "Fakty, ludzie, pieniądze" (realizacja nagrań, prod., miksowanie, mastering: Czarny, DJ Kebs, gościnnie: Bułgar, Cebul Cebs, Flint, Młodziak, Orzech) – 6:22
9. Hades – "Od lat dla sportu" (realizacja nagrań: Zbylu, instrumenty klawiszowe, miksowanie, mastering: Czarny, prod.: Czarny, Wajdi) – 2:52
10. "Za każdym razem" (realizacja nagrań, miksowanie, mastering: Czarny, gitara basowa: Czarny, prod.: Czarny, Tkaczyk) – 3:02
11. "Niewykorzystane okazje" (realizacja nagrań: Staszek "Staszy" Koźlik, prod.: BDZ, gościnnie: Rak, miksowanie: Staszek "Staszy" Koźlik, mastering: Czarny) – 3:45
12. "Robię swoje" (realizacja nagrań, miksowanie, mastering, prod.: Czarny) – 2:54
13. "Skit Hinosz" (realizacja nagrań: Staszek "Staszy" Koźlik, beatbox: Hinosz, prod.: DJ Kebs, miksowanie: Staszek "Staszy" Koźlik, mastering: Czarny) – 1:55
14. "Noc nie daje snu" (realizacja nagrań: Staszek "Staszy" Koźlik, gitara: A. Molska, prod.: Czarny, Tkaczyk, miksowanie, mastering: Czarny) – 3:12
15. "Dziś to wszystko" (realizacja nagrań, miksowanie, mastering, prod.: Czarny, gitara: A. Molska, gościnnie: Rak) – 3:41
16. "System" (realizacja nagrań: Czarny, Staszek "Staszy" Koźlik, gitara basowa: Czarny, prod.: DJ Kebs, gościnnie: Młodziak, Sagi, miksowanie: Staszek "Staszy" Koźlik, mastering: Czarny) – 2:44
17. "Niewiedza" (realizacja nagrań: Staszek "Staszy" Koźlik, prod.: Czarny, miksowanie: Staszek "Staszy" Koźlik, mastering: Czarny) – 4:27
18. "Słodko gorzki" (realizacja nagrań: Rak, beatbox: Zgas, gościnnie: Rak, Tomasina, miksowanie, mastering: Czarny) – 3:43
19. "Prognoza na jutro" (gitara basowa, mastering: Czarny, prod.: DJ Kebs, miksowanie: Staszek "Staszy" Koźlik) – 3:19
20. "Jak masz flow" (realizacja nagrań, miksowanie, mastering: Czarny, prod.: DJ Kebs, gościnnie: Tomasina) – 2:31
21. "Topiąc plastik" (gitara basowa: M. Szczepański, prod.: DJ Kebs, Czarny, trąbka: T. Dąbrowski, śpiew: Magda Sobieraj, miksowanie: Staszek "Staszy" Koźlik, mastering – Czarny) – 4:18
22. "Od lat dla sportu" (realizacja nagrań, instrumenty klawiszowe, miksowanie, mastering: Czarny, prod.: Czarny, Wajdi) – 2:20

Wydanie drugie
| Reedycja 2010, Prosto |
| --- |
| 1. "Puszer" (realizacja nagrań, prod., miksowanie, mastering: Czarny, gitara: A. Molska, gościnnie: Jędker) – 4:00 2. "Za każdym razem" (realizacja nagrań, miksowanie, mastering: Czarny, gitara basowa: Czarny, prod.: Czarny, Tkaczyk) – 3:02 3. "Noc nie daje snu" (realizacja nagrań: Staszek "Staszy" Koźlik, gitara: A. Molska, prod.: Czarny, Tkaczyk, miksowanie, mastering: Czarny) – 3:12 4. Diox – "Dla sportu" (realizacja nagrań: Zbylu, instrumenty klawiszowe, miksowanie, mastering: Czarny, prod.: Wajdi, Czarny) – 2:15 5. "Niewykorzystane okazje" (realizacja nagrań: Staszek "Staszy" Koźlik, prod.: BDZ, gościnnie: Rak, miksowanie: Staszek "Staszy" Koźlik, mastering: Czarny) – 3:45 6. "Tacy sami" (realizacja nagrań: Staszek "Staszy" Koźlik, prod., mastering: Czarny, miksowanie: Staszek "Staszy" Koźlik) – 3:25 7. "Mali ludzie" (realizacja nagrań: Staszek "Staszy" Koźlik, prod.: BDZ, miksowanie, mastering: Czarny) – 3:08 8. Hades – "Dla sportu" (realizacja nagrań: Zbylu, instrumenty klawiszowe, miksowanie, mastering: Czarny, prod.: Czarny, Wajdi) – 2:52 9. "Prognoza na jutro" (gitara basowa, mastering: Czarny, prod.: DJ Kebs, miksowanie: Staszek "Staszy" Koźlik) – 3:19 10. "Wolne słowo" (prod. Rak, gościnnie: Bośniak, DwaZera) – 3:33 11. "Fakty, ludzie, pieniądze" (realizacja nagrań, prod., miksowanie, mastering: Czarny, DJ Kebs, gościnnie: Bułgar, Cebul Cebs, Flint, Młodziak, Orzech) – 6:22 12. "Niewiedza" (realizacja nagrań: Staszek "Staszy" Koźlik, prod.: Czarny, miksowanie: Staszek "Staszy" Koźlik, mastering: Czarny) – 4:27 13. "System" (realizacja nagrań: Czarny, Staszek "Staszy" Koźlik, gitara basowa: Czarny, prod.: DJ Kebs, gościnnie: Młodziak, Sagi, miksowanie: Staszek "Staszy" Koźlik, mastering: Czarny) – 2:44 14. "Dziś tu, jutro tam" (gitara: A. Molska, prod.: Czarny, gościnnie: Rak) – 3:45 15. "Robię swoje" (realizacja nagrań, miksowanie, mastering, prod.: Czarny) – 2:54 16. "Słodko gorzki" (realizacja nagrań: Rak, beatbox: Zgas, gościnnie: Rak, Tomasina, miksowanie, mastering: Czarny) – 3:43 17. "Topiąc plastik" (gitara basowa: M. Szczepański, prod.: DJ Kebs, Czarny, trąbka: T. Dąbrowski, śpiew: Magda Sobieraj, miksowanie: Staszek "Staszy" Koźlik, mastering – Czarny) – 4:18 18. DJ Kebs – "Dla sportu" (prod.: Czarny, Wajdi, instrumenty klawiszowe: Czarny) – 2:19 19. "Kontroluje majka" (prod.: Czarny) – 3:18 20. "Nie wiesz nic" (prod. Bodziers, gościnnie: DwaZera) – 3:24 21. "Mieli być tu" (prod.: Zbylu) – 3:05 |